# Laurionita
La laurionita és un mineral de plom, clor, oxigen i hidrogen, químicament és una hidroxisal, un hidroxiclorur de fórmula química PbCl(OH), incolora, duresa 3-3,5 i una densitat de 6,212-6,241 g/cm³, cristal·litza en el sistema ortoròmbic. És poc soluble en aigua freda però ho és molt en aigua calenta. El seu nom fa referència a les muntanyes Làurion, Perifèria d'Àtica, Grècia, on hi ha un jaciment de laurionita.
Segons la classificació de Nickel-Strunz, la laurionita pertany a «03.DC - Oxihalurs, hidroxihalurs i halurs amb doble enllaç, amb Pb (As,Sb,Bi), sense Cu» juntament amb els següents minerals: paralaurionita, fiedlerita, penfieldita, laurelita, bismoclita, daubreeïta, matlockita, rorisita, zavaritskita, zhangpeishanita, nadorita, perita, aravaipaïta, calcioaravaipaïta, thorikosita, mereheadita, blixita, pinalita, symesita, ecdemita, heliofil·lita, mendipita, damaraïta, onoratoïta, cotunnita, pseudocotunnita i barstowita.